# Builale
Builale (Builalae) ist ein osttimoresischer Suco im Verwaltungsamt Ossu (Gemeinde Viqueque).

## Geographie
Der Suco liegt im Norden des Verwaltungsamts Ossu. Im Süden grenzt er an den Suco Ossu de Cima, im Osten an den Suco Uabubo und im Westen an den Suco Liaruca. Im Norden und Osten liegt die Gemeinde Baucau mit ihren Sucos Fatulia, Uailaha und Uai Oli (alle Verwaltungsamt Venilale). Im Suco liegt der Laritame, ein Berg mit für Timor typischen Steilwänden (Fatu) und einer Höhe von 1394 m. Die Region gehört zur Important Bird Area des benachbarten Monte Mundo Perdido. Entlang der Nordgrenze fließt der Assalaenita, der später Buihiu heißt. Es ist ein Quellfluss des Seiçals.
Vor der Gebietsreform 2015 hatte Builale eine Fläche von 31,29 km². Gebiete wurden im Norden von der Gemeinde Baucau zu Builale zugeschlagen, dafür musste der Suco im Osten unter anderem das Gebiet um die Überlandstraße von Baucau nach Viqueque abgeben, an der mehrere Orte liegen. Nun beträgt die Fläche 31,92 km². Es gab nur kleinere Grenzkorrekturen zu Uabubo, Liaruca und Ossu de Cima. 2021 wurde eine neun Kilometer lange neue Straße nach Lariguto eröffnet, die den Suco nun wieder mit der Außenwelt verbindet.
Im Osten durchquert die Überlandstraße von Baucau nach Viqueque den Suco. Entlang dieser liegen die wichtigsten Siedlungen von Builale. Dies sind von Nord nach Süd die Orte Cai Tara Hu (Caitarahu), Liaro, Bete Cai Ana (Betecaiana), Cai Leti Ana (Caileti Ana, Cailetiana) und Heni Uta (Henihuta). In Liaro gibt es eine medizinische Station und eine Grundschule, die Escola Primaria Liaro.
Im Suco befinden sich die fünf Aldeias Bete Cai Ana, Cai Leti Ana, Cai Tara Hu, Heni Uta und Liaro.

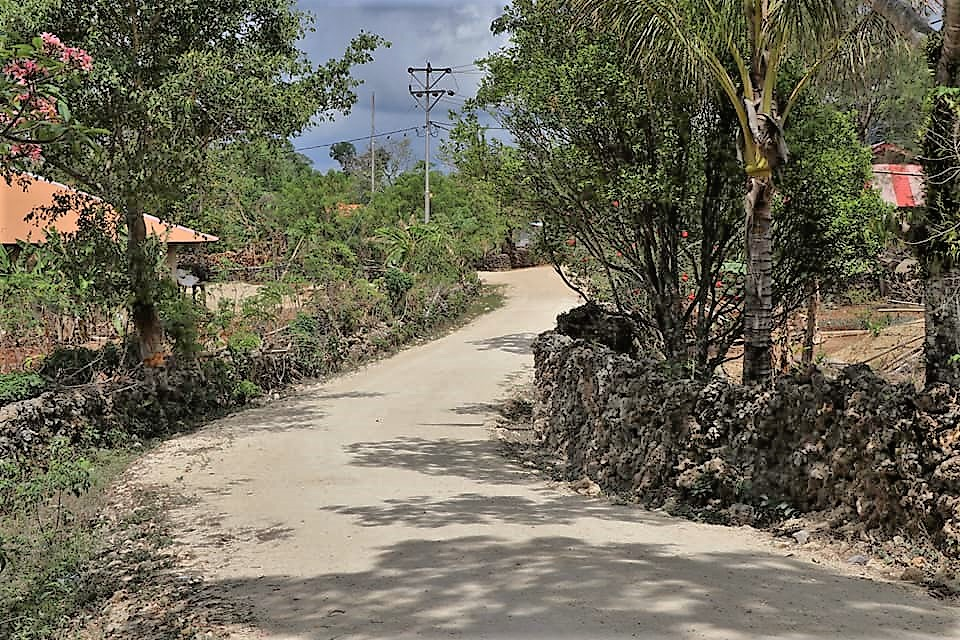
Builale im Oktober
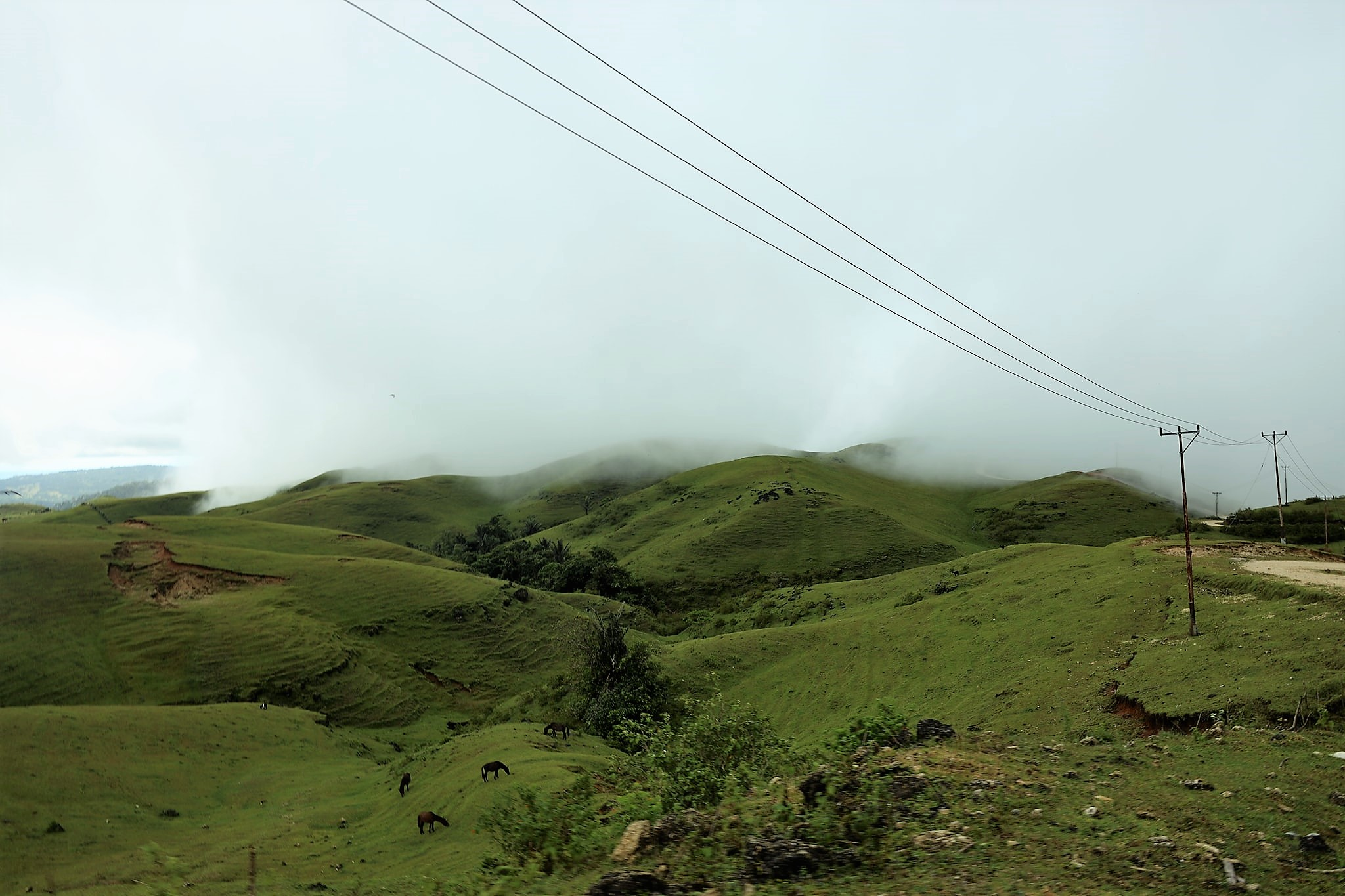
Builale im April
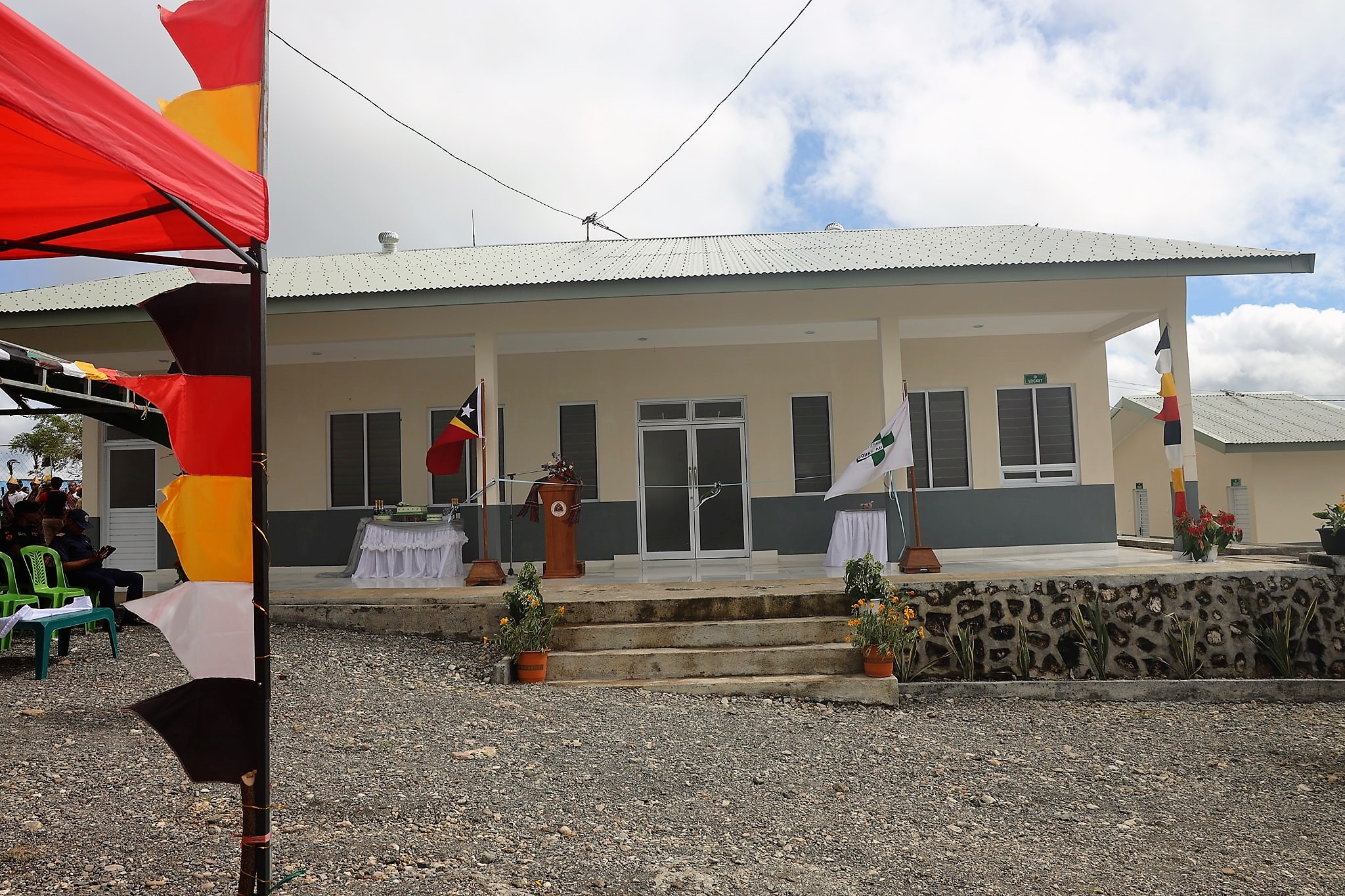
Medizinische Station in Builale

## Einwohner

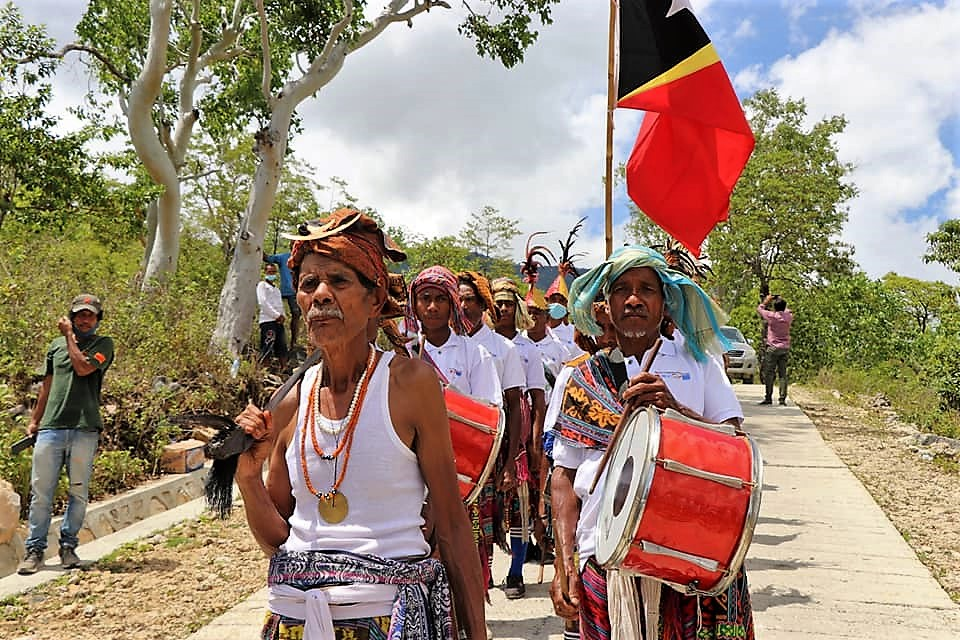
Feierlichkeiten zur Straßeneröffnung (2021)

In Builale leben 2.177 Einwohner (2022), davon sind 1.138 Männer und 1.039 Frauen. Im Suco gibt es 443 Haushalte. Fast 42 % der Einwohner geben Makasae als ihre Muttersprache an. Fast 33 % sprechen Kairui. Builale und das benachbarte Liaruca sind Zentren des Dialekts. Knapp 24 % sprechen Midiki und eine kleine Minderheit Tetum Prasa.

## Geschichte
Ende 1979 gab es in Builale ein indonesisches Transit Camp für Osttimoresen, die zur besseren Kontrolle von den Besatzern umgesiedelt werden sollten.

## Politik

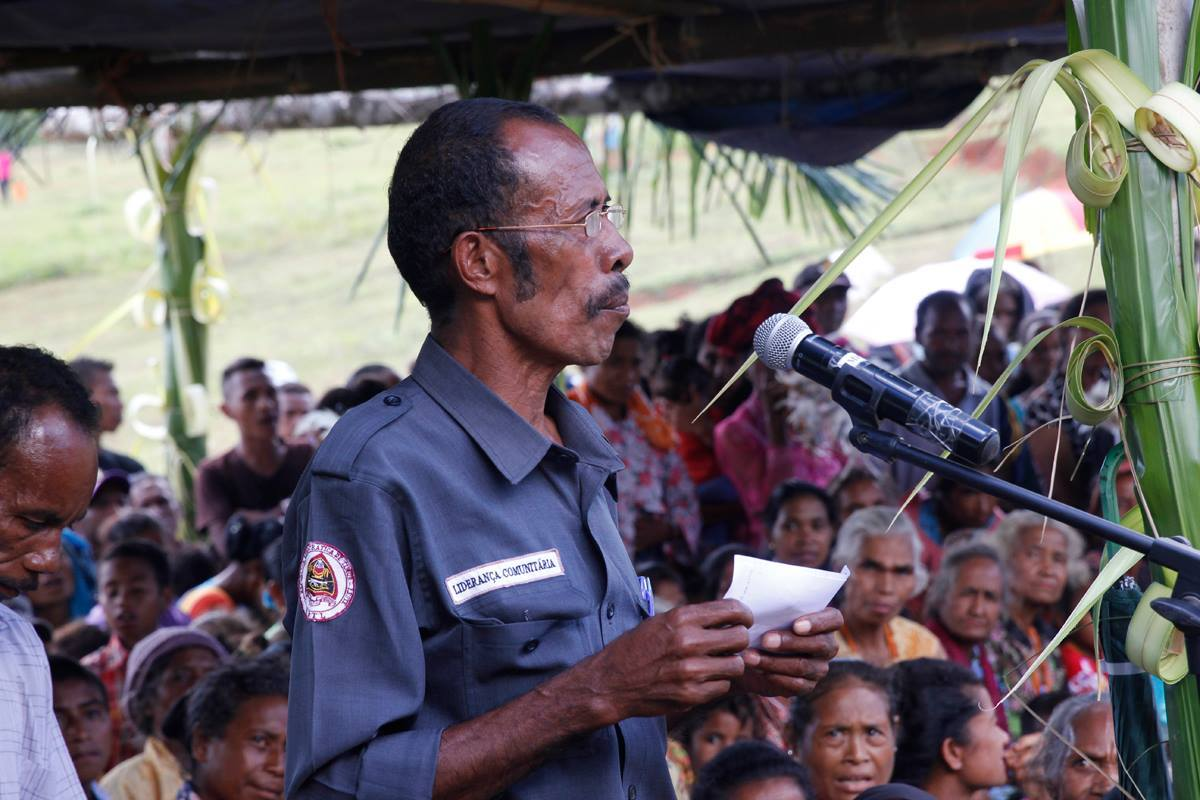
António Gomes Monis (2016)

Bei den Wahlen von 2004/2005 wurde António Gomes Monis zum Chefe de Suco gewählt und 2009 und 2016 in seinem Amt bestätigt.